# Аккорд (вокальный квартет)
Акко́рд — советский музыкальный коллектив (квартет), активно работавший на эстраде в 1958—1988 годах.
Отличительной чертой квартета стало максимальное использование вокальных возможностей каждого участника, чистоты интонации, тембровой уравновешенности (гармоничного сочетания высоких и низких голосов). Так, по мнению участников квартета, полновесно, благозвучно даже в диссонансах и должен звучать аккорд. В каждой исполняемой песне квартет был узнаваем, хотя менял характер звучания, окраску голосов, сочетание тембров, щедро используя подвижные ритмические и динамические штрихи.

## Состав
- Зоя Марковна Харабадзе (1932—2018) — вокал (сопрано), художественный руководитель. Получила образование на дирижёрско-хоровом отделении Музыкального училища при Московской консерватории (1949—1953)[1].
- Шота Георгиевич Харабадзе (1934—2002) — вокал (тенор), административная работа.
- Инна Константиновна Мясникова (1934—2010) — вокал (меццо-сопрано). Окончила дирижёрско-хоровое отделение Музыкального училища при Московской консерватории (1953—1957)[2]. Была женой Георгия Гараняна, руководителя ансамбля «Мелодия». В 1988 году Инна Мясникова уехала к своей дочери в США, и знаменитый вокальный квартет прекратил своё существование. Умерла в Нью-Йорке в 2010 г.
- Владислав (Вадик) Брониславович Лынковский (1938—2003) — вокал (баритон), окончил мореходное училище в Ленинграде, служил на флоте, мастер спорта по классической борьбе. Окончил московский институт им. Гнесиных (хоровое отделение)[3]. Пришёл в квартет по рекомендации композитора В. Г. Рубашевского[4]. Отличался яркой индивидуальностью, придумывал оригинальные номера (мог выехать на сцену в коляске для близнецов и с соской во рту[5]). В 1974 году в связи с нарастающими разногласиями и не всегда предсказуемым поведением, Владислав покинул квартет и стал солистом «Москонцерта». С 1987 года состоял в браке с Ириной Александровной Галанцевой.
- Юрий Михайлович Александров (1938—2011) — вокал (баритон). Окончил Музыкальное училище имени Ипполитова-Иванова по классу тромбона. Отслужил в Советской Армии (1958—1963) в отдельной роте почётного караула Образцового оркестра Управления Коменданта г. Москвы, сержант. Работал в эстрадном оркестре п/р Александра Горбатых (1963—1967), солист вокального квартета «Лада» эстрадного оркестра п/р Олега Лундстрема (1967—1974). В феврале 1974 года заменил в квартете Владислава Лынковского, в августе 1984 года покинул квартет. В марте 1985 года многолетняя безупречная работа в «Москонцерте» была отмечена почётной грамотой.

## История
История квартета началась в 1955 году. Четыре выпускницы музыкального училища при Московской консерватории (Инна Мясникова, Роза Романовская, Зоя Куликова и Элла Ольховская) образовали квартет «Улыбка». Коллектив участвовал в фильме «Карнавальная ночь» (1956) с песней «Пять минут», которую они исполняли вместе с Людмилой Гурченко. На Московском фестивале молодежи и студентов в 1957 году, в финале конкурса они, под руководством Зои Куликовой, встретились с мужским коллективом из Политехнического института во главе с инженером Шотой Харабадзе.
В 1960 году Зоя Куликова вышла замуж за Шоту Харабадзе. В том же году она предложила остальным участницам квартета создать смешанный коллектив, но не нашла поддержки и ушла из группы выступать вместе с мужем. Вскоре к ним присоединилась Инна Мясникова. Четвёртого участника, Вадима Лынковского, посоветовал композитор Владимир Рубашевский. Новый квартет получил имя «Аккорд».
Первые гастроли прошли с оркестром Олега Лундстрема по лагерям Магадана. Затем квартет выступил на Всероссийском конкурсе артистов эстрады с джазовой программой, но жюри выступление никак не оценило. Вскоре по радио в передаче «С добрым утром!» выступал композитор Вано Мурадели, который обратил внимание радиослушателей на молодую группу. После этого ансамблем заинтересовались на радио. В том же 1960 году вышла первая пластинка, на которой были записаны песни «Светлана» (Д. Львов-Компанеец — Б. Брянский), «Для тебя» (М. Чистов — Н. Железнякова), «Жду весну» (Ю. Саульский — В. Орлов), «Мой подарок» (Е. Птичкин — Л. Куксо).
Сотрудничество с оркестром Олега Лундстрема продолжилось до 1964 года, после квартет начал самостоятельные выступления.
В 1964 году в звуковом журнале «Кругозор» вышла короткая статья с фотографией, записью двух песен квартета и комментариями композитора Александра Долуханяна.
Квартет стал участником праздничных эстрадных программ на ТВ — «Голубой огонёк» и других программ, записывается на радио.
Осенью 1965 года три месяца коллектив вместе с Московским мюзик-холлом работал в Париже, выступал на сцене концертного зала «Олимпия», где в это же время проходили концерты The Beatles. Отобрал коллектив для участия лично Бруно Кокатрикс, прилетевший в Москву.
Впоследствии в зарубежных гастролях ансамбль побывал в 46 странах Европы, Африки, Азии, Латинской Америки: Франция, Бельгия, Голландия, Финляндия, Алжир, Сомали, Йемен, странах советского блока.
С квартетом «Аккорд» связано рождение песни «Ноктюрн». Не принятая в Риге, как имеющая слишком славянскую мелодию, песня её автором А. Кублинским была переправлена в Москву Марису Лиепе. Лиепа познакомил с произведением и его автором участников квартета, после чего песня зазвучала уже по всему Советскому Союзу.
В 1969 году вышел первый «гигант», в 1970 — второй, в 1975 — третий.
В 1974 году из-за проблем с алкоголем Владислав Лынковский был вынужден покинуть квартет «Аккорд». После этого он работал в Москонцерте, записывал песни для спектаклей, кино и телефильмов. Большое количество песен он исполнял в дуэтах и вместе с другими артистами — Маргаритой Суворовой, Людмилой Черепановой, Жанной Рождественской, Владимиром Макаровым, Львом Барашковым. С 1977 по 1989 год выступал в составе дуэта с Галиной Бовиной, они много гастролировали — Чехословакия, Польша, много по СССР, в частности объездили БАМ, а также давали концерты в Афганистане для советских войск, записали несколько пластинок.
Вот как вспоминала о Владиславе Лынковском Зоя Харабадзе про исполнение песни «Песенка про Одиссея»: — «Её нам принес Юра Цейтлин — и мы её записали. С „Мелодией“, кажется, мы её писали. А что на этой песне Лынковский вытворял на концертах! Зал с ума сходил! Он однажды выехал на сцену в детской коляске и с огромной соской во рту. Мы так смеялись, что петь не могли! Он был очень одаренный человек, и мы всегда ждали, что он придумает что-то смешное и необычное».
Последняя фотография квартета «Аккорд» в своем «золотом» составе была опубликована в журнале «Телевидение и радиовещание» № 2 за 1974 год.
К этому моменту тираж пластинок с записями квартета достиг двух с половиной миллионов экземпляров.
В квартет на смену Владиславу Лынковскому пришёл Юрий Александров. В 1974 году в новом составе был записан телевизионный фильм-концерт «Квартет „Аккорд“». Как позже в телевизионном интервью вспоминала Зоя Харабадзе, заменить Владислава Лынковского полноценно не удалось, да и было невозможно — его талант и артистизм были неповторимыми, а Юрию пришлось работать в условиях постоянного сравнения с прежним участником.
Некоторое время (в конце 1960-х годов) с квартетом «Аккорд» выступали тромбонист Григорий Лаздин и трубач Владимир Чижик. Последний записал с «Аккордом» пластинку.
В 1975 году очень недолго аранжировщиком и руководителем аккомпаниаторов в квартете работал Михаил Шуфутинский.
В 1988 году Инна Мясникова переехала в Нью-Йорк, США, к своей дочери Карине Гаранян. Это совпало с приближением пенсионного возраста Зои и Шоты Харабадзе, и квартет прекратил своё существование.
Некоторое время оставшиеся участники давали концерты как трио.
Также супруги Зоя и Шота Харабадзе выступали дуэтом, но уже без былой популярности.
В 2000 году в серии «Большая коллекция» вышел компакт-диск песен квартета.

## Из репертуара
Песни советских авторов:
- «Наши любимые» (1974 г.). Музыка — Давид Тухманов, слова — Игорь Шаферан.
- «В нежданный час». (1974 г.). Музыка — Арно Бабаджанян, слова — Леонид Дербенев.
- «Гавайские гитары» (1972 г.). Вместе с Камерным ансамблем «Рококо», руководитель — Анатолий Быканов. Музыка — Виктор Купревич, слова — Анатолий Горохов.
- «Хлоп-хлоп» (1970 г.). Музыка — Полад Бюль-Бюль оглы, слова — Михаил Пляцковский.
- «Звездопад» (1969 г.). Музыка — Александра Пахмутова, слова — Николай Добронравов.
- «Песня об Одиссее» (1968 г.). Музыка — Александр Зацепин, слова — Леонид Дербенёв.
- Вокализ «Танцплощадка» из кинофильма «Кавказская пленница или Новые приключения Шурика» (1967 г.). Музыка — Александр Зацепин.
- «Назло» (1967 г.). Музыка — Александр Флярковский, слова — Роберт Рождественский.
- «Манжерок» (1967 г.). Музыка — Оскар Фельцман, слова — Наум Олев.
- «У крыльца высокого» (1967 г.). Музыка — Матвей Блантер, слова — Михаил Исаковский.
- «Всё потому» (1967 г.). Музыка — Павел Аедоницкий, слова — Игорь Шаферан.
- «Ноктюрн» (1966 г.). Музыка — Александр Кублинский, слова — Юрис Брежгис, русcкий текст — Григорий Горский.
- «Пингвины» (1965 г.). Музыка — Виктор Купревич, слова — Анатолий Горохов.
- «О, Килиманджаро» (1965 г.). Музыка — Александр Зацепин, слова — Валентин Ильич Фельдман.
- «Эхо» (1964 г.). Музыка — Виктор Купревич, слова — Анатолий Горохов.
- «Хозяйка города» (1964 г.). Музыка — Арно Бабаджанян, слова — Юрий Цейтлин.
- «На седьмом этаже» (1963 г.). Музыка — Павел Аедоницкий, слова — Яков Халецкий.
- «Пешеход» (1968 г.). Музыка — Павел Аедоницкий, слова — Яков Халецкий.
- «Любовь не картошка». Музыка — Павел Аедоницкий, слова — Игорь Шаферан.
- «Жду весну». Музыка — Юрий Саульский, слова — Владимир Орлов.
- «Песня прилетела из Москвы». Музыка — Арно Бабаджанян, слова — Анатолий Горохов.
- «Ребята нашего двора». Музыка — Оскар Фельцман, слова — Игорь Шаферан.
- «А ты люби ее, свою девчонку». Музыка — Давид Тухманов, слова — Михаил Ножкин.

Песни иностранных авторов:
- «Ты и я» (1975 г.). Музыка Roland Vincent, слова — Леонид Дербенев. Оригинал — Michel Delpech — «Pour un flirt» (1971 г.), музыка — Roland Vincent, слова — Michel Delpech.
- «Песня о беспризорном мальчишке» (1974 г.), музыка — Dorival Caymmi, русский перевод текста — Юрий Цейтлин. Оригинал — Dorival Caymmi — «Marcha dos Pescadores» из кинофильма «The Sandpit Generals» (1971 г.). Музыка и слова — Dorival Caymmi.
- «Мост Мирабо» (1974 г.). Музыка — Алексей Рыбников, слова — Гийом Аполлинер, перевод с французского — Михаил Кудинов.
- «Проказник Браун» (1969 г.). Музыка — Jerry Leiber и Mike Stoller, слова — Юрий Цейтлин. Оригинал — The Coasters — «Charlie Brown» (1959 г.), музыка и слова — Jerry Leiber и Mike Stoller.
- «Селена» (1965 г.). Поют на итальянском и русском языках. Музыка — Domenico Modugno, слова — Francesco Migliacci, русский текст — Игорь Шаферан. Оригинал — Domenico Modugno — «Selene» (1960 г.), музыка — Domenico Modugno, слова — Francesco Migliacci.
- «Котёнок» (1964 г.). Музыка — Лаци Олах, русский текст — Игорь Шаферан. Оригинал — Balassa Tamás és tánczenekara — «Twist» (1962 г.), музыка — Oláh Laci.

Песни грузинских авторов:
- «Ты уехала» (1964 г.). Поют на грузинском и русском языках. Музыка и слова — Marex Godziashvili, русский текст — Юрий Цейтлин. Оригинал — Keti Makaridze, Marex Godziashvili & Edo Sephashvili — «Tbilisi da tsagveri» (19?? г.), музыка и слова — Marex Godziashvili.
- «Ты стоишь на том берегу» (1963 г.). Поют на грузинском и русском языках. Музыка — Георгий Цабадзе, слова — Важа-Пшавела, русский текст — Юрий Цейтлин. Фрагмент ТВ передачи ЦТ СССР «Голубой огонёк» № 85 Эфир 7 ноября 1963 г. — «Ты стоишь на том берегу» и «Маленькая девочка».

Авторские песни Зои Харабадзе:
- «По тропе» (1968 г.). Музыка — Зоя Харабадзе, слова — Инна Кашежева.
- «Хитрый» (1968 г.). Музыка — Зоя Харабадзе, слова — Онегин Гаджикасимов.

## Дискография
Вокальный квартет «Аккорд»

Звуковой журнал «Кругозор», номер 2, 1964 г., страница номер 10

## Фильмография
1971 — Музыкальная увертюра из кинофильма «12 стульев». За кадром.

1970 — Песня «Хлоп-Хлоп» из фильм-концерта «Бушует „Маргарита“».

1970 — Саундтрек фильма «Свистать всех наверх!»

1969 — Песня «Проказник Браун» из телефильма «Похищение».
1968 — Песня «Дорожная» из кинофильма «Белый рояль». Поют вместе с Аидой Ведищевой. За кадром.
1968 — Песня «Совершите чудо» из кинофильма «Семь стариков и одна девушка». Поют Владислав Лынковский и Зоя Харабадзе. За кадром.
1967 — Вокализ «Танцплощадка» из кинофильма «Кавказская пленница, или Новые приключения Шурика». За кадром.
1966 — Вокализ «Марш троицы» из кинофильма «Кавказская пленница, или Новые приключения Шурика». За кадром.
1965 — Вокализ «Колыбельная» из кинофильма «Операция „Ы“ и другие приключения Шурика». За кадром.
1965 — Вокализ «Дикарь» из кинофильма «Операция „Ы“ и другие приключения Шурика». За кадром.
1964 — «Песня корреспондентов» из кинофильма «Дайте жалобную книгу». Поет Владислав Лынковский. За кадром.
1956 — Песня «Пять минут» из кинофильма «Карнавальная ночь». Исполняют Вокальный квартет «Улыбка» (Роза Романовская (руководитель), Элла Ольховская, Зоя Куликова, Инна Мясникова) вместе с Людмилой Гурченко.

## ТВ программы и клипы
1974 — Квартет «Аккорд». Телеконцерт.

1972 — «Грустиночка». Концертная программа «Весенние ритмы» (ТО Экран, съемка в павильоне, автор сценария — Георгий Шмованов, режиссер — Феликс Слидовкер, оператор — Николай Пучков).

1965 — «Пингвины». «Голубой огонек» («В первый час»).

1963 — «В ночь под Новый год». «Голубой огонек».

## Награды
Высшая награда «Золотая пластинка» на Международном фестивале грамзаписей в Канне (Франция) в 1969 г.

## Память

Могила Владислава Лынковского

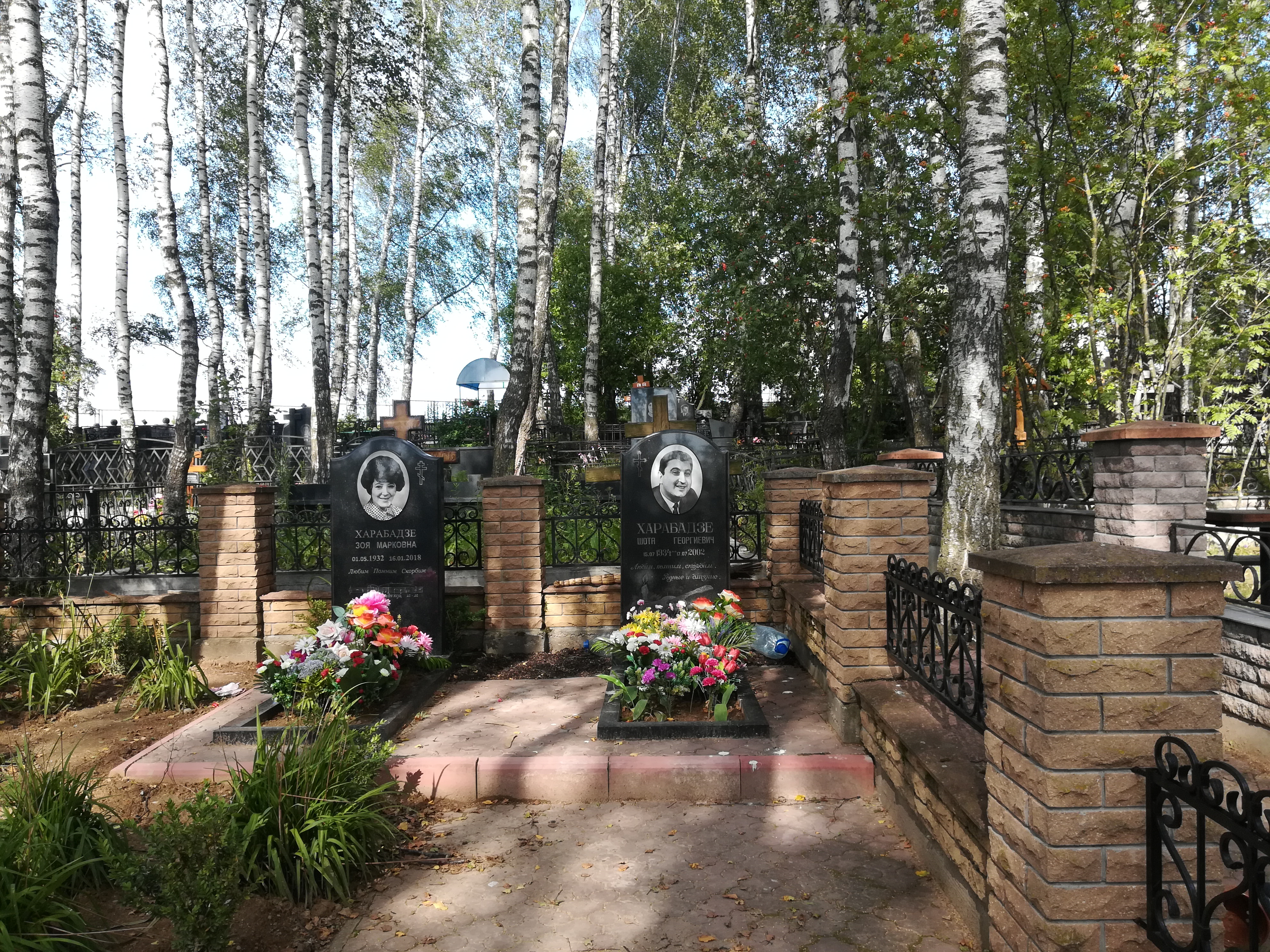
Могила Зои и Шоты Харабадзе

Зоя и Шота Харабадзе похоронены на Аксиньинском кладбище Одинцовского района Московской области.

Владислав Лынковский похоронен на Ваганьковском кладбище в Москве (53 участок)

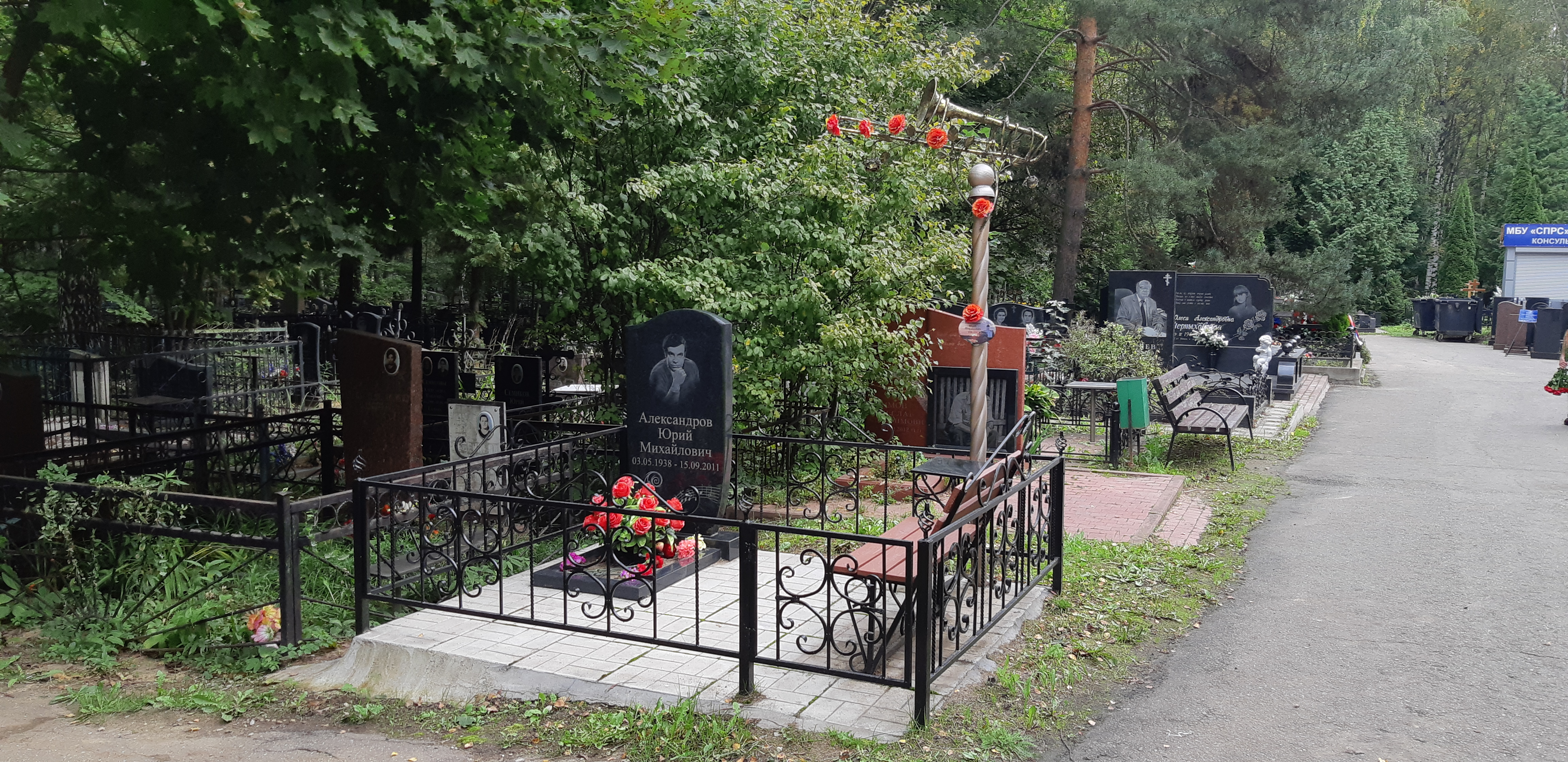
Могила Юрия Александрова

Юрий Александров похоронен на Видновском кладбище (уч. 2)